# Dichotomopilus
Dichotomopilus X.Wei Wang, Samson & Crous – rodzaj grzybów z typu workowców (Ascomycota). Grzyby mikroskopijne.

## Charakterystyka
Gatunki tego rodzaju izolowano z powietrza, kurzu, piór, papieru i tekstyliów. Należą tu gatunki, u których znamy wyłącznie morfę płciową (teleomorfę). Tworzy ona powierzchowne, kuliste, elipsoidalne lub jajowate askokarpy z ostiolami. Włoski na ich szczycie początkowo są szczeciniaste, późniejwiększość rozgałęzia się dychotomicznie lub nieregularnie, tworząc strukturę sieciową, która utrzymuje askospory. Włoski są chropowate lub brodawkowate, rzadko gładkie. Włoski boczne nierozgałęzione, przypominające szczecinę, zwężające się ku wierzchołkowi. Ściana askokarpów typu textura intricata lub epidermoidea w widoku z góry lub textura angularis u kilku gatunków. Worki 8-zarodnikowe, w wiązkach, maczugowate, nieco maczugowate lub jajowate, na szypułkach, zanikające. Askospory dwurzędowe lub nieregularnie ułożone, w stanie dojrzałym brązowe, wąskojajowate, jajowate, szerokojajowate, rzadko cylindryczne, dwustronnie spłaszczone, zwężone na jednym lub obu końcach, zwykle z wierzchołkową lub lekko podwierzchołkową porą rostkową na najbardziej zwężonym końcu, odwrotny koniec mniej lub bardziej wierzchołkowy, jeśli nie zwężony, zwykle krótszy niż 7,5 μm.

## Systematyka i nazewnictwo
Pozycja w klasyfikacji według Index Fungorum: Chaetomiaceae, Sordariales, Sordariomycetidae, Sordariomycetes, Pezizomycotina, Ascomycota, Fungi.
Takson utworzyli X.Wei Wang, Robert Archibald Samson i Pedro Willem Crous w 2016 r. Mykolodzy po dokonaniu wielogenowej analizy filogenetycznej rodziny Chaetomiaceae, połączonej z badaniami molekularnymi i morfologicznymi, stwierdzili, że jest ona wysoce polifiletyczna. Wiele jej gatunków zostało przeniesione do innych rodzajów, w tym do nowo utworzonych.
Gatunki występujące w Polsce:
- Dichotomopilus funicola (Cooke) X.Wei Wang & Samson 2016
- Dichotomopilus indicus (Corda) X.Wei Wang & Samson 2016
- Dichotomopilus reflexus (Skolko & J.W. Groves) X.Wei Wang & Samson 2016

Nazwy naukowe według Index Fungorum. Wykaz gatunków według W. Mułenki i innych.